# École Städel

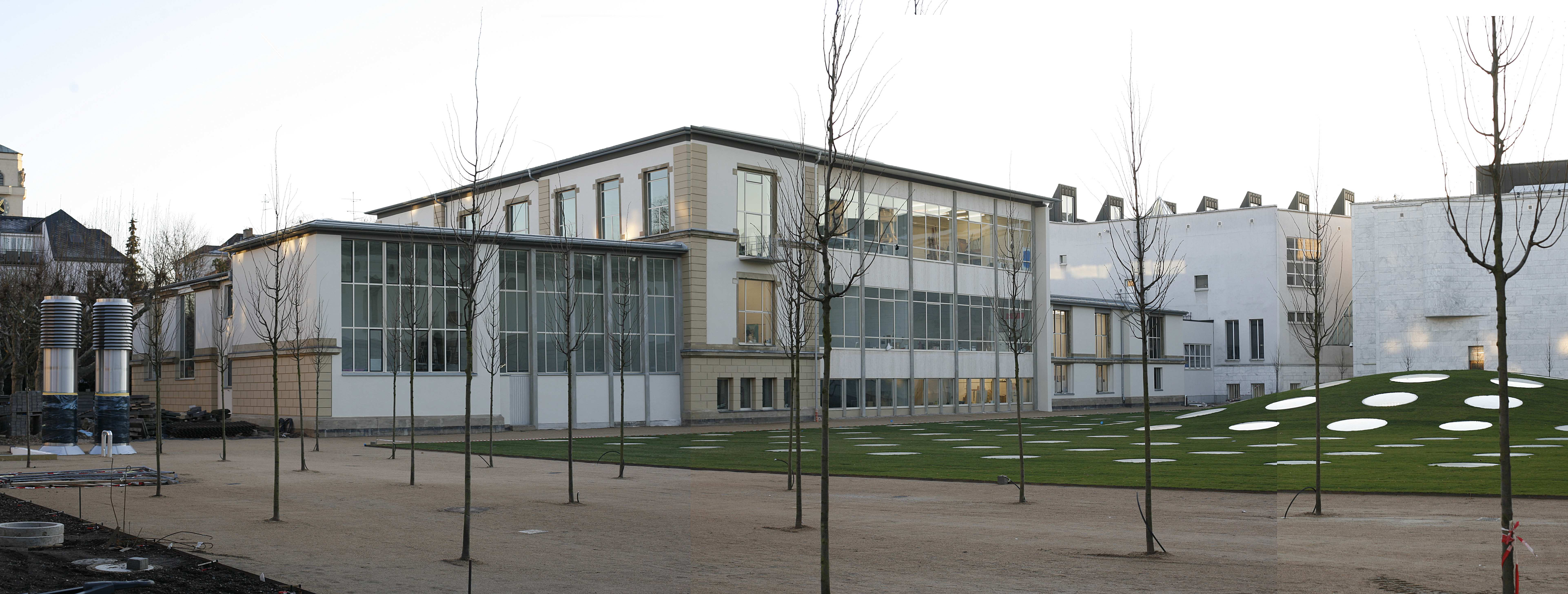
L'école.

L'École Städel (prononcé en allemand : [ˈʃtɛːdl̩ʃuːlə], Staatliche Hochschule für Bildende Künste), est une école d'art supérieure établie à Francfort-sur-le-Main, dans le centre de l'Allemagne.
L'école accepte environ vingt étudiants chaque année sélectionnés parmi 500 candidats et compte au total environ 140 étudiants en arts visuels et 50 en architecture. Environ 75% des étudiants ne viennent pas d'Allemagne et les cours sont dispensés en anglais.

## Histoire
L'École Städel a été créée par l'Institut Städel en 1817, à la suite d'un fonds créé par Johann Friedrich Staedel (1728-1816), riche banquier et mécène des arts. Dans son testament, il lègue sa maison, sa collection d'art et sa fortune afin de pouvoir créer l'Institut d'art Städel afin d'exposer sa collection d'art et d'offrir des bourses aux enfants pauvres qui suivront une formation en architecture et en art. Il veut qu'ils soient "... éduqués pour devenir des artistes et des citoyens précieux et utile".
Städel est mort le 2 décembre 1816 et, à partir de 1817, des bourses sont attribuées. L'intention de Städel était uniquement de fournir des fonds pour payer les frais de scolarité des étudiants dans d'autres écoles. Cependant, l'institut engagea son premier professeur, Johann Andreas Benjamin Reges (1772-1847), à partir de 1817. Il a enseigné à des étudiants à son domicile et, à partir de l'été 1817, dans un orphelinat. Dix-neuf élèves ont reçu un enseignement la première année. En 1829, il fut décidé que l'Institut d'art Städel serait un institut d'éducation artistique et Philipp Veit (1793-1877, peinture), Friedrich Maximilian Hessemer (de) (1800-1860, architecture) et Johann Nepomuk Zwerger (1796-1868, sculpture) ont été nommés comme professeurs. Vers 1930, la Frankfurt Kunstgewerbeschule (créée en 1878) est intégrée à la Städelschule,.
L'école a ensuite été reprise par la ville de Francfort. Jusqu'à la fin de 2018, l'école était la seule institution tertiaire en Allemagne à être financée par une ville plutôt que par l'État. À partir du 1er janvier 2019, l'École Städel est devenue un établissement d'enseignement de l'État de Hesse et est désormais financée par l'État plutôt que par la ville de Francfort.

## Enseignants
Judith Hopf, Willem de Rooij (de), Douglas Gordon, Michael Krebber (de) et Tobias Rehberger ainsi que le collectif Peter Fischli et David Weiss enseignent ou ont enseigné à l'École Städel.
Max Beckmann a enseigné à l'École Städel pendant la République de Weimar, mais a été classé comme artiste dégénéré et a été démis de ses fonctions sous le régime nazi. Son travail a été montré dans l'exposition d'art dégénéré de 1937.

## Élèves
- Anne Imhof, promotion 2012